# إدوارد إتش شيفر
إدوارد إتش شيفر (بالإنجليزية: Edward H. Schafer)‏ هو مؤرخ أمريكي، ولد في 23 أغسطس 1913 في سياتل في الولايات المتحدة، وتوفي في 9 فبراير 1991 في ألاميدا في الولايات المتحدة.